# Bayerisches Staatsinstitut für Hochschulforschung und Hochschulplanung
Das Bayerische Staatsinstitut für Hochschulforschung und Hochschulplanung (IHF) in München wurde 1973 vom Freistaat Bayern gegründet, um die Ausweitung des Bildungsbereichs seit Ende der 60er-Jahre wissenschaftlich zu unterstützen.
Seine Aufgabe ist die Durchführung von Forschungsarbeiten auf hochschulpolitisch aktuellen Feldern, die dem Staatsministerium für Wissenschaft, Forschung und Kunst, dem Bayerischen Landtag sowie den Hochschulen Konzepte, Informationen und Entscheidungsgrundlagen zur Verfügung stellen. Hierzu zählt auch die Beratung und Unterstützung der bayerischen Hochschulen.
Die Forschungsarbeiten des Instituts werden jedes Jahr in einem Arbeitsprogramm festgeschrieben, das mit dem bayerischen Wissenschaftsministerium abgestimmt wird. Der wissenschaftliche Leiter ist zugleich Professor an einer bayerischen Universität. Am Institut sind ca. zehn wissenschaftliche Referenten sowie weitere Mitarbeiter für Verwaltung, Bibliothek und Sekretariat beschäftigt.

## Veröffentlichungen
Zur Veröffentlichung seiner Forschungsergebnisse gibt das Institut eine Monographienreihe heraus.
Neben der Monographienreihe veröffentlicht es seit 1979 die Zeitschrift „Beiträge zur Hochschulforschung“. Sie bildet ein wissenschaftliches Forum für Arbeiten aus der Hochschulforschung und erscheint viermal im Jahr. Die „Beiträge“ richten sich an Hochschulleitungen sowie Hochschulverwaltungen und Ministerien, an politische Entscheidungsträger und Wissenschaftler, die sich mit Fragen des Hochschulwesens befassen. Zugleich bieten sie die Möglichkeit zur Publikation wissenschaftlicher Artikel im Umfang von bis zu 20 Seiten.
Einem Herausgeberbeirat aus Wissenschaftlern und Akteuren im Hochschulbereich kommt die Aufgabe zu, die Konzeption der Zeitschrift wissenschaftlich zu begleiten. Die Qualität der veröffentlichten Artikel wird durch ein Review-Verfahren gesichert.
Alle Veröffentlichungen seit 2001 sind als Volltext auf der Website des Instituts verfügbar.

## Themenschwerpunkte
Gegenwärtig stehen folgende Themenschwerpunkte im Vordergrund:
- Steuerung von Hochschulen
- Studium und Studierende
- Übergänge Schule – Hochschule – Beruf
- Forschung und wissenschaftliches Personal
- Internationalisierung und internationale Vergleiche